# ثورن سميث
ثورن سميث (بالإنجليزية: Thorne Smith)‏ (27 مارس 1892، أنابولس في الولايات المتحدة - 21 يونيو 1934، ساراسوتا في الولايات المتحدة)؛ كاتِب مُتخصِّص في أدب الأطفال، سيناريست وروائي أمريكي. درس في كلية دارتموث.

## روابط خارجية
- ثورن سميث على موقع IMDb (الإنجليزية)
- ثورن سميث على موقع ألو سيني (الفرنسية)
- ثورن سميث على موقع أول موفي (الإنجليزية)
- ثورن سميث على موقع قاعدة بيانات الأفلام السويدية (السويدية)
- ثورن سميث على موقع قاعدة بيانات الفيلم (الإنجليزية)
- ثورن سميث على موقع كينوبويسك (الروسية)